# Торенвлит, Якоб
Якоб Торенвлит, Якоб Тооренвлит, Якоб ван Торенвлит (нидерл. Jacob Toorenvliet, Jacob Torenvliet, Jacob Toornvliet, Jacob van Toorenvliet; 1640, Лейден, Южная Голландия — 3 января 1719, Угстгест) — голландский живописец, рисовальщик и гравёр в технике офорта, один из малых голландцев. Мастер небольших картин бытового и портретного жанров «Золотого века голландской живописи». Работал в традициях основанной Герардом Доу лейденской живописной школы «тонкой манеры». Был одним из основателей Лейденской академии рисунка.

## Жизнь и творчество
Якоб Торенвлит родился в семье учителя рисования и художника по стеклу Абрахама Торенвлита. Учился живописи у отца, затем — у его тестя Герарда Доу. Первая известная картина Якоба Торенвлита (его автопортрет) датирована 1655-м годом, когда ему было всего пятнадцать лет.
В 1663 году Якоб отправился в путешествие — через Фландрию в Австрию, в Вену, а затем — в Рим, где он в 1669 году писал портрет путешественника по странам Востока Карела Квины. После короткого возвращения на родину, в 1670 году Торенвлит вновь уехал в Рим. В 1670—1673 годах художник жил и работал в Венеции, здесь он в первый раз женился. Относящийся к этому периоду и дошедший до нас его рисунок подписан «J Torenvliet Venetie f.». Около 1673 года Якоб Торенвлит вместе с женой и ребёнком переселился в Вену, и жил здесь вплоть до лета 1679 года, занимаясь гравюрой резцом на меди и живописью на аллегорические и исторические сюжеты. Особо интересны относящиеся к этому творческому периоду его изображения из еврейской жизни.
После смерти обоих своих малолетних сыновей (в 1678 и 1679 годах) и с началом эпидемии чумы в середине 1679 художник возвратился в Лейден, где познакомился с Сюзанной Верхюлст, ставшей его второй женой. Весной 1680 года они переехал в Амстердам. Здесь у Якоба родились дочь Лидия (1680) и сын Абрахам (1682), также ставший художником. В 1686 году Торенвлит возвратился в Лейден и вступил в местную корпорацию живописцев — «Гильдию Святого Луки», — где неоднократно занимал должность декана. В 1694 году он, вместе с художниками Виллемом ван Мирисом и Карелом де Мором, основал Лейденскую академию рисунка. В 1704 году художник отказался от должности одного из директоров академии, а в 1712 году покинул «Гильдию Святого Луки».
В 1717 году его имя можно найти в документах Лейденского университета, где он зарегистрирован как преподаватель рисунка (informator pingendi). Якоб Торенвлит скончался в 1719 году в Угстгесте (провинция Южная Голландия), пригороде Лейдена.
В последующие годы творчество Торенвлита оказалось «в тени» его более удачливых коллег. Картины Торенвлита считались посредственными, невыразительными и подражательными. В собрании санкт-петербургского Эрмитажа имеется всего одна картина художника: «Странствующий музыкант с дрессированной собачкой».

## Галерея

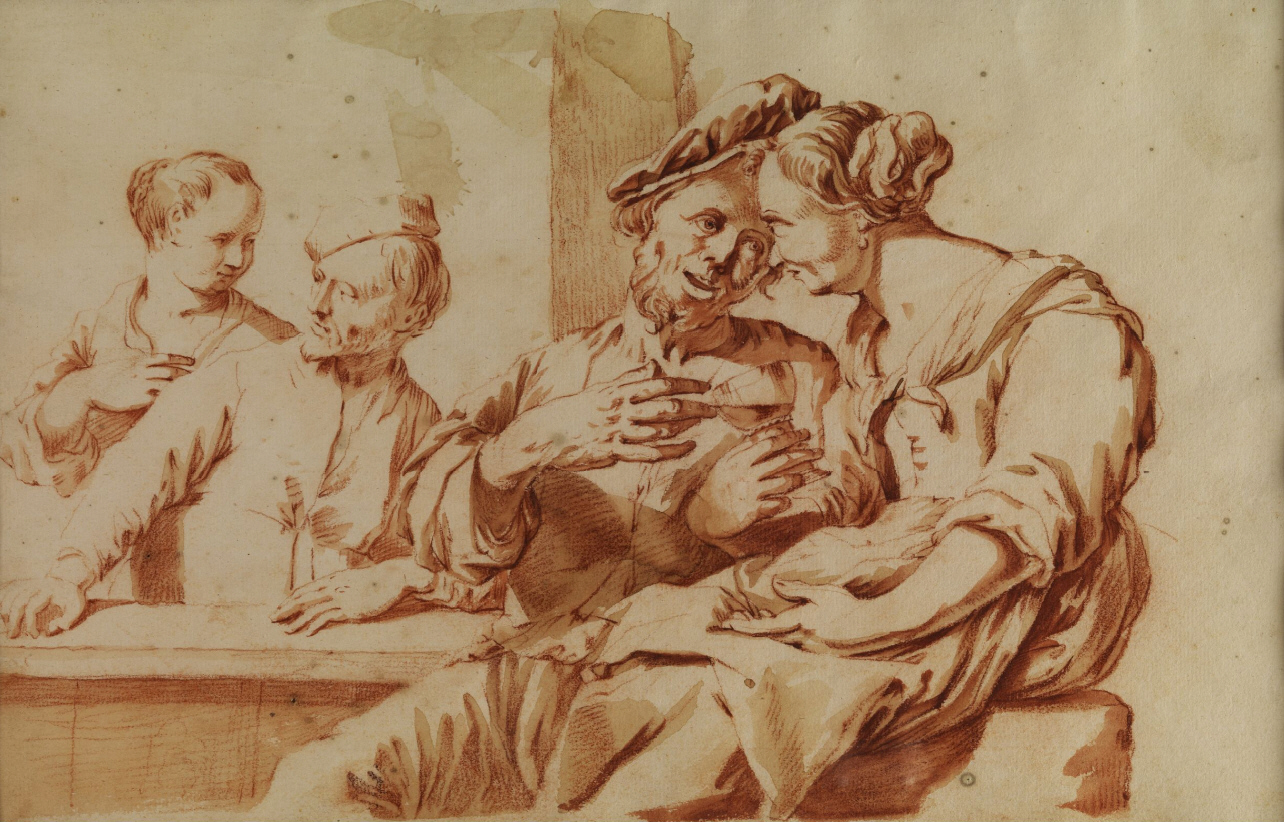
Бытовая сценка с двумя парочками. Бумага, сангина. Частное собрание
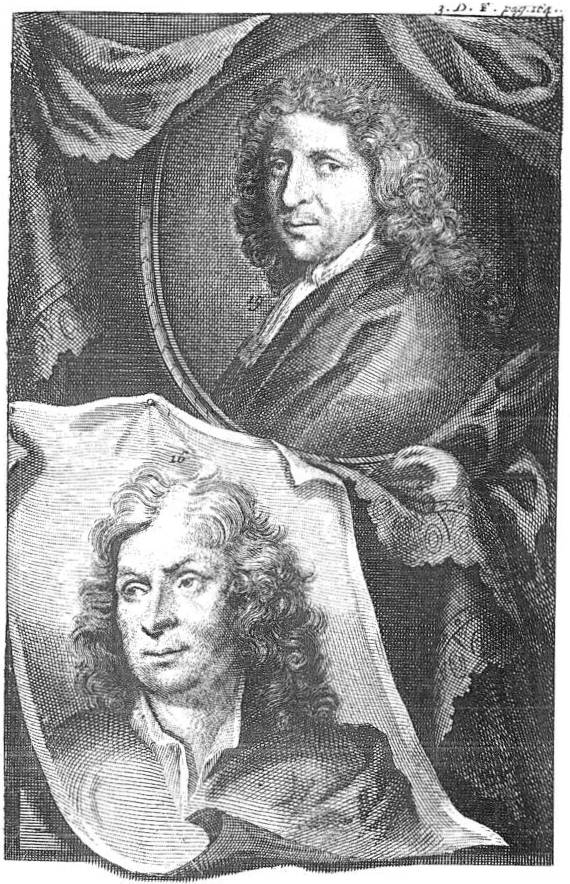
Портрет Михиля ван Мюссера. 1721. Офорт издания А. Хоубракена «Великий театр нидерландских художников и художниц»
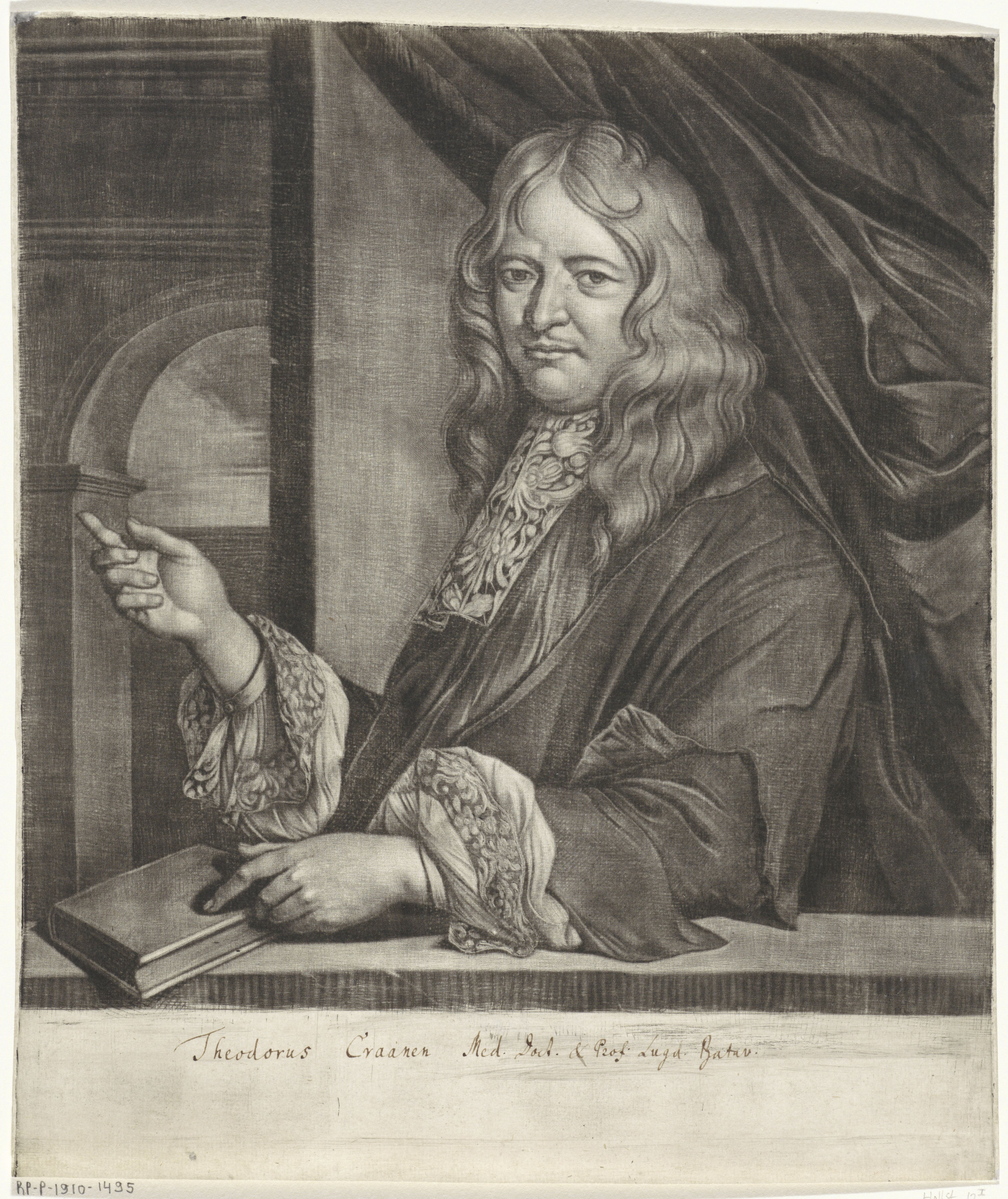
Портрет Теодора ван Кранена. Ок. 1700. Меццо-тинто
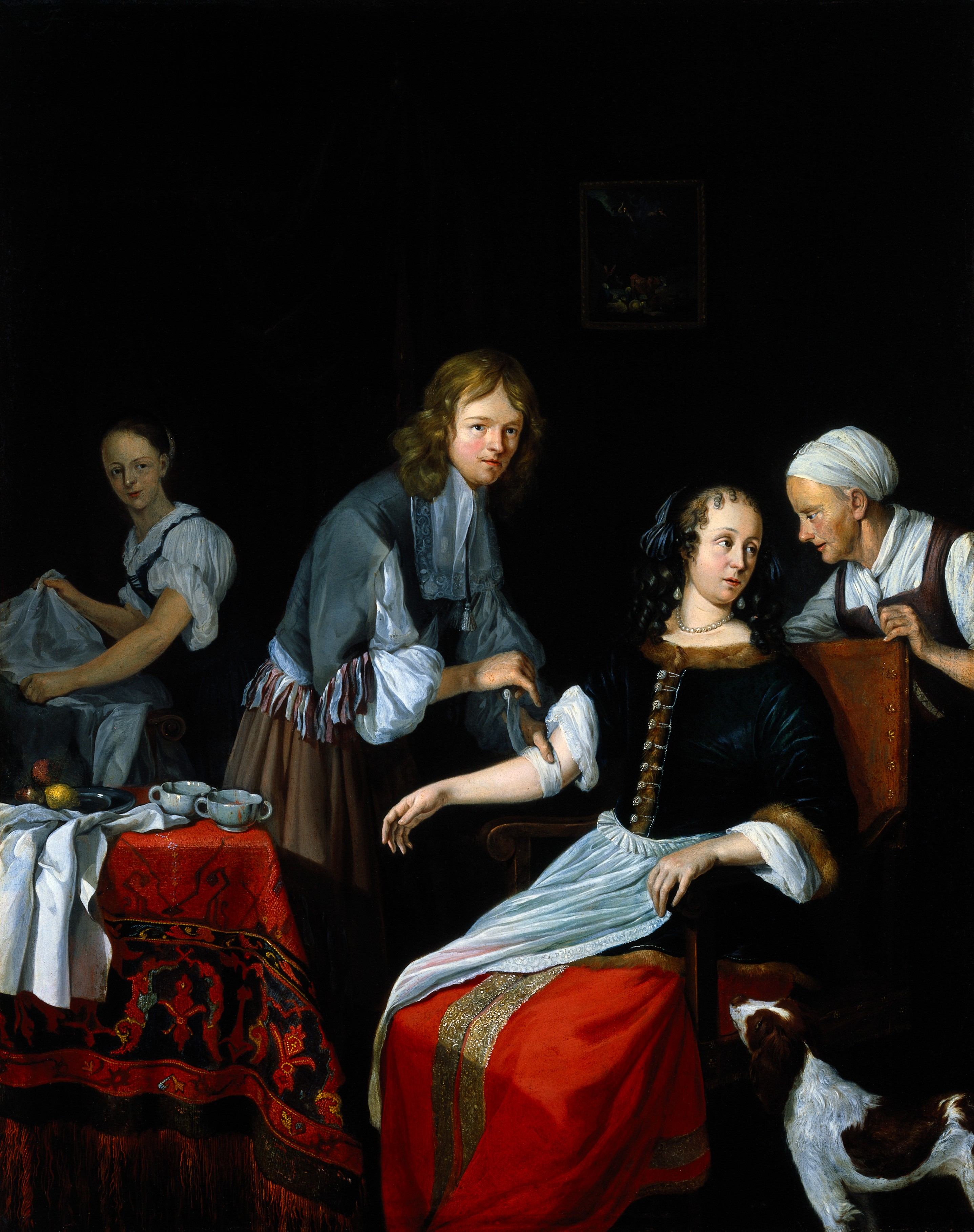
Хирург перевязывает руку женщине после кровопускания. 1666. Дерево, масло. Королевская коллекция, Великобритания
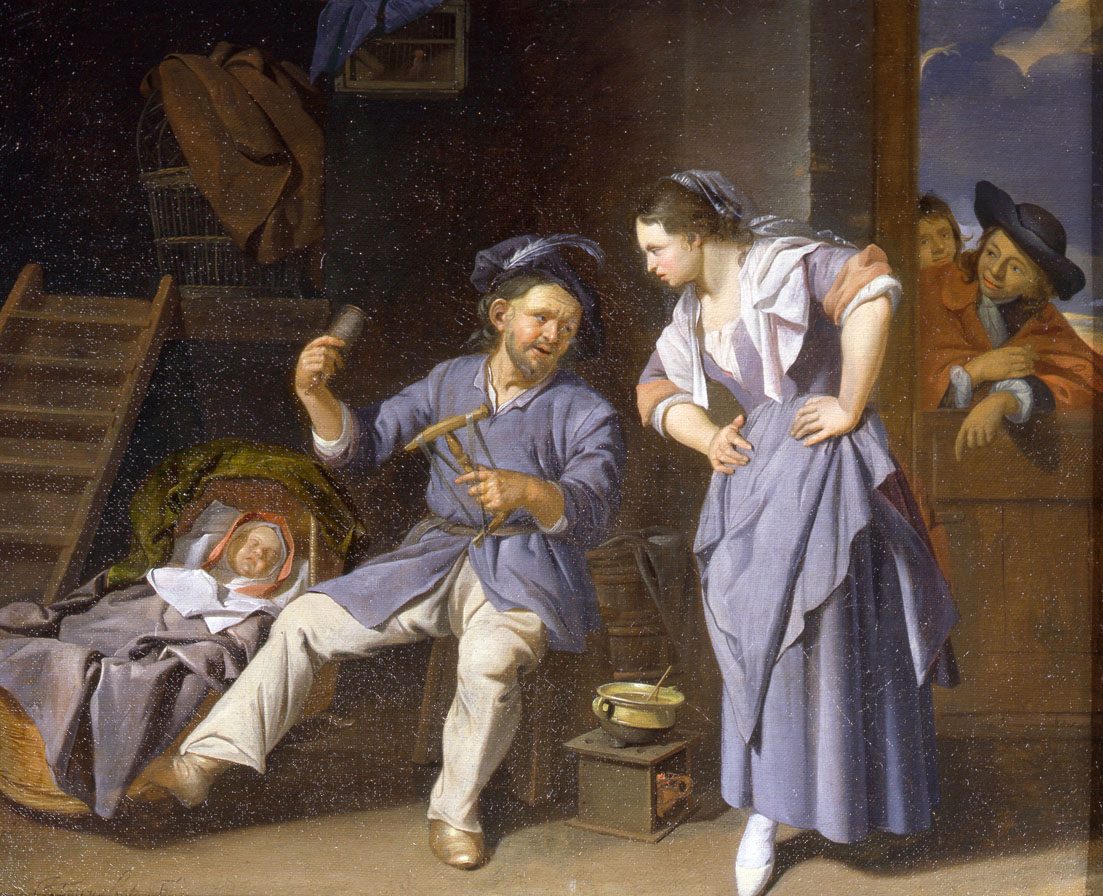
Мужчина прядёт пряжу с крестьянкой и младенцем в плетёной кроватке.
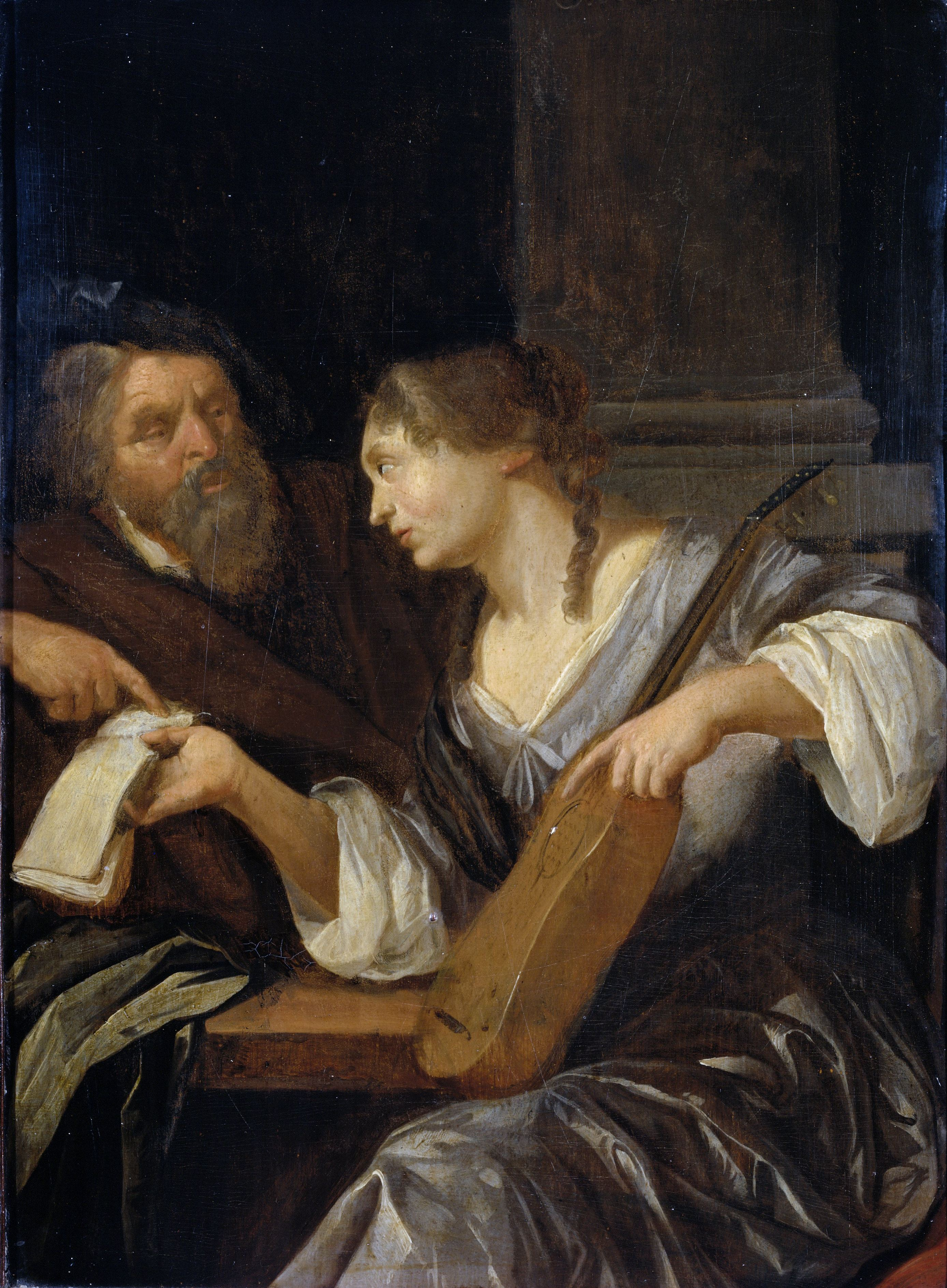
Урок музыки. Между 1660 и 1690. Дерево, масло. Рейксмюсеум, Амстердам
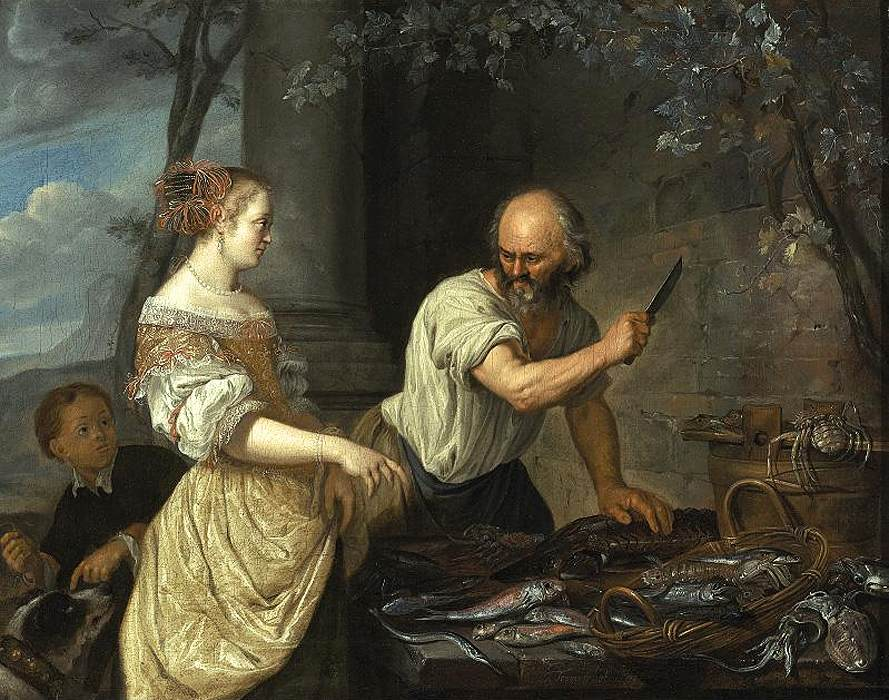
Продавец рыбы. 1670-е. Холст, масло. Частное собрание
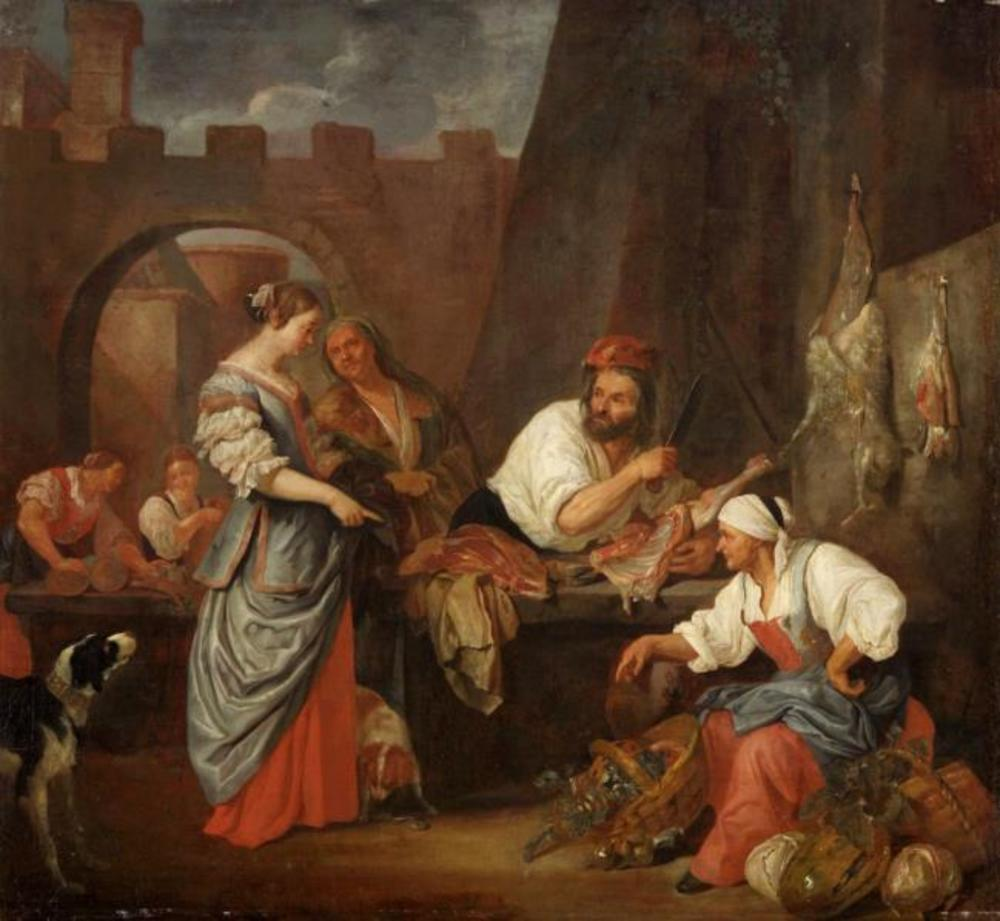
Рыночная сцена с мясником и покупателем. 1687. Холст, масло. Музей истории искусств, Вена
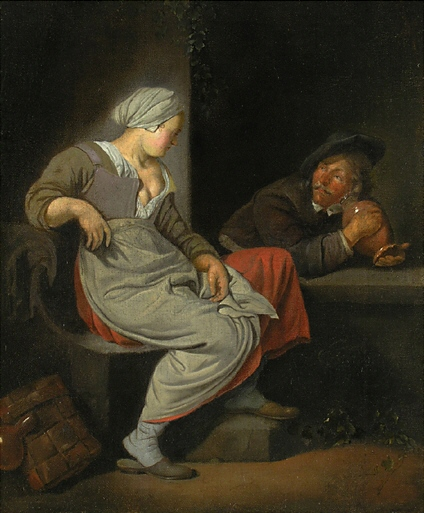
Пьющий фермер и горничная. Холст, масло. Частное собрание